# 닌군
닌군은 《꿈공장 도키도키 패닉》에 처음 등장한 적 캐릭터이다. 《꿈공장 도키도키 패닉》이 《슈퍼 마리오 USA》로 재발매됨에 따라, 마리오 세계관에 편입되었다. 동일한 이유로 편입된 캐릭터는 헤이호, 캐서린, 폭탄병, 선인, 마무가 있다.
《슈퍼 마리오 월드》에서의 등장 이후, 후속작에 등장하지 않다가, 《슈퍼 마리오 런》 이후부터 자주 등장하게 되었다. 《슈퍼 마리오 메이커 2》에서는 적 캐릭터가 아닌 다른 사람들의 기록을 보여주는 NPC로 등장하였다. 일반 모드에서 등장하진 않고, 닌군 타임어택에서 등장한다.
외형은 닌자를 모티브로 만들어졌다. 그 후 《페이퍼 마리오 종이접기 킹》에서도 적 또는 NPC로 등장하였다.